# 象印タフボーイズ
象印タフボーイズ（ぞうじるし タフボーイズ、英語表記：Zojirushi TUFF BOYZ）は、大阪府大東市を本拠地に活動していた象印マホービンの実業団男子バレーボールチームである。

## 概要
1961年に、市川博邦取締役（当時）の肝煎りで9人制のチームとして創部された。当初は学生時代の経験者数名でスタートしたが、全国大会大阪代表となるまでに力をつけた。
1982年に6人制に移行し、1984年に近畿総合バレーボール選手権大会で優勝。日本リーグ入りを目指すべく、新日鐵元監督の藤川武巳を監督に迎え更に強化を図った。1986年の地域リーグプレーオフで準優勝を遂げ、同年3月の実業団リーグ入替戦で朝日生命を破り、実業団リーグ入りを決めた。
1990年の第21回実業団リーグで初優勝し念願の日本リーグ入りを決めたが、2シーズンで入替戦で敗れ再び実業団リーグに転落した。チーム名は当初は社名そのままに「象印マホービン」であったが、会社のCIおよび日本リーグ昇格を機に当時発売されていたステンレス水筒の商品名「タフボーイ」から命名された「象印タフボーイズ」としている。
1994年6月、日本の実業団初となる外国人プロ契約選手として、ヒュー・マッカーチョンと契約している。
1998年の第29回実業団リーグにおいて開幕12連勝を飾ったが、張翔（中国人選手）の契約問題に関し日本バレーボール協会から同選手が出場した開幕2試合を棄権試合と裁定され、結局10勝2敗2棄権となり再昇格を逸した。象印マホービンは「今後もVリーグへの昇格が難しい」として、タフボーイズを廃部とした。

## 成績

### 主な成績
実業団リーグ
- 優勝　1回（1990年）
- 準優勝　2回（1989年、1996年）

地域リーグ（プレーオフ）
- 準優勝　1回（1986年）

### 年度別成績
| 大会名       | 大会名           | 順位   | 参加チーム数 | 試合数 | 勝 | 敗         | 勝率  |
| ------------ | ---------------- | ------ | ------------ | ------ | -- | ---------- | ----- |
| 実業団リーグ | 第18回 (1986/87) | 6位    | 8チーム      | 14     | 5  | 9          | 0.357 |
| 実業団リーグ | 第19回 (1987/88) | 3位    | 8チーム      | 14     | 10 | 4          | 0.714 |
| 実業団リーグ | 第20回 (1988/89) | 準優勝 | 8チーム      | 14     | 12 | 2          | 0.857 |
| 実業団リーグ | 第21回 (1989/90) | 優勝   | 8チーム      | 14     | 13 | 1          | 0.929 |
| 日本リーグ   | 第24回 (1990/91) | 6位    | 8チーム      | 14     | 6  | 8          | 0.429 |
| 日本リーグ   | 第25回 (1991/92) | 7位    | 8チーム      | 14     | 3  | 11         | 0.214 |
| 実業団リーグ | 第24回 (1992/93) | 3位    | 8チーム      | 14     | 8  | 6          | 0.571 |
| 実業団リーグ | 第25回 (1993/94) | 5位    | 8チーム      | 14     | 5  | 9          | 0.357 |
| 実業団リーグ | 第26回 (1994/95) | 4位    | 7チーム      | 12     | 7  | 5          | 0.583 |
| 実業団リーグ | 第27回 (1995/96) | 準優勝 | 8チーム      | 14     | 11 | 3          | 0.786 |
| 実業団リーグ | 第28回 (1996/97) | 5位    | 8チーム      | 14     | 8  | 6          | 0.571 |
| 実業団リーグ | 第29回 (1997/98) | 4位    | 8チーム      | 14     | 10 | 2（2棄権） | 0.714 |

## 在籍していた主な選手
- 増成一志
- ヒュー・マッカーチョン
- 酒井新悟